# Criminal Minds (11.ª temporada)
A décima primeira temporada de Criminal Minds foi encomendada em 11 de maio de 2015 pela CBS. Ele estreou em 30 de setembro de 2015 na CBS e terminou em 4 de maio de 2016. A temporada consistiu em 22 episódios.

## Elenco
Todo o elenco principal retornou para a temporada, exceto Jennifer Love Hewitt (Kate Callahan), que deixou o show no final da décima temporada. Em 22 de junho de 2015, foi anunciado que Aisha Tyler (coincidentemente co-estrela de Hewitt durante a 1ª temporada de Ghost Whisperer) substituiria Hewitt em um papel recorrente como Dra. Tara Lewis , uma psicóloga com foco em psicologia forense e sua aplicação em o sistema de justiça criminal.

### Principal
- Joe Mantegna como Agente Especial de Supervisão David Rossi (Agente Sênior da BAU);
- Shemar Moore como Agente Especial de Supervisão Derek Morgan (Agente BAU);
- Matthew Gray Gubler como Agente Especial de Supervisão Dr. Spencer Reid (Agente BAU);
- A. J. Cook como Agente Especial de Supervisão Jennifer "JJ" Jareau (Agente BAU);
- Kirsten Vangsness como Analista Técnica Penelope Garcia (Analista Técnica BAU e Ligação de Co-Comunicação);
- Thomas Gibson como Agente Especial de Supervisão Aaron "Hotch" Hotchner (Chefe da Unidade BAU e Ligação de Co-Comunicação).

### Estrela Convidada Especial
- Paget Brewster como Agente Emily Prentiss (Chefe da Interpol-London Office) (Episódio 19).

### Recorrente
- Aisha Tyler como Agente Especial Supervisora Dra. Tara Lewis (Agente BAU);
- Rochelle Aytes como Savannah Hayes;
- Amber Stevens como Joy Struthers;
- Cade Owens como Jack Hotchner;
- Josh Stewart como William "Will" LaMontagne Jr.;
- Mekhai Andersen como Henry LaMontagne;
- Phoenix Andersen como Michael LaMontagne;
- Marisol Nichols como Agente Natalie Colfax;
- Frances Fisher como Antonia Slade;
- Sheryl Lee Ralph como Hayden Montgomery;
- Bodhi Elfman como Peter Lewis / Sr. Scratch;
- Aubrey Plaza como Cat Adams.

## Estrelas Convidadas

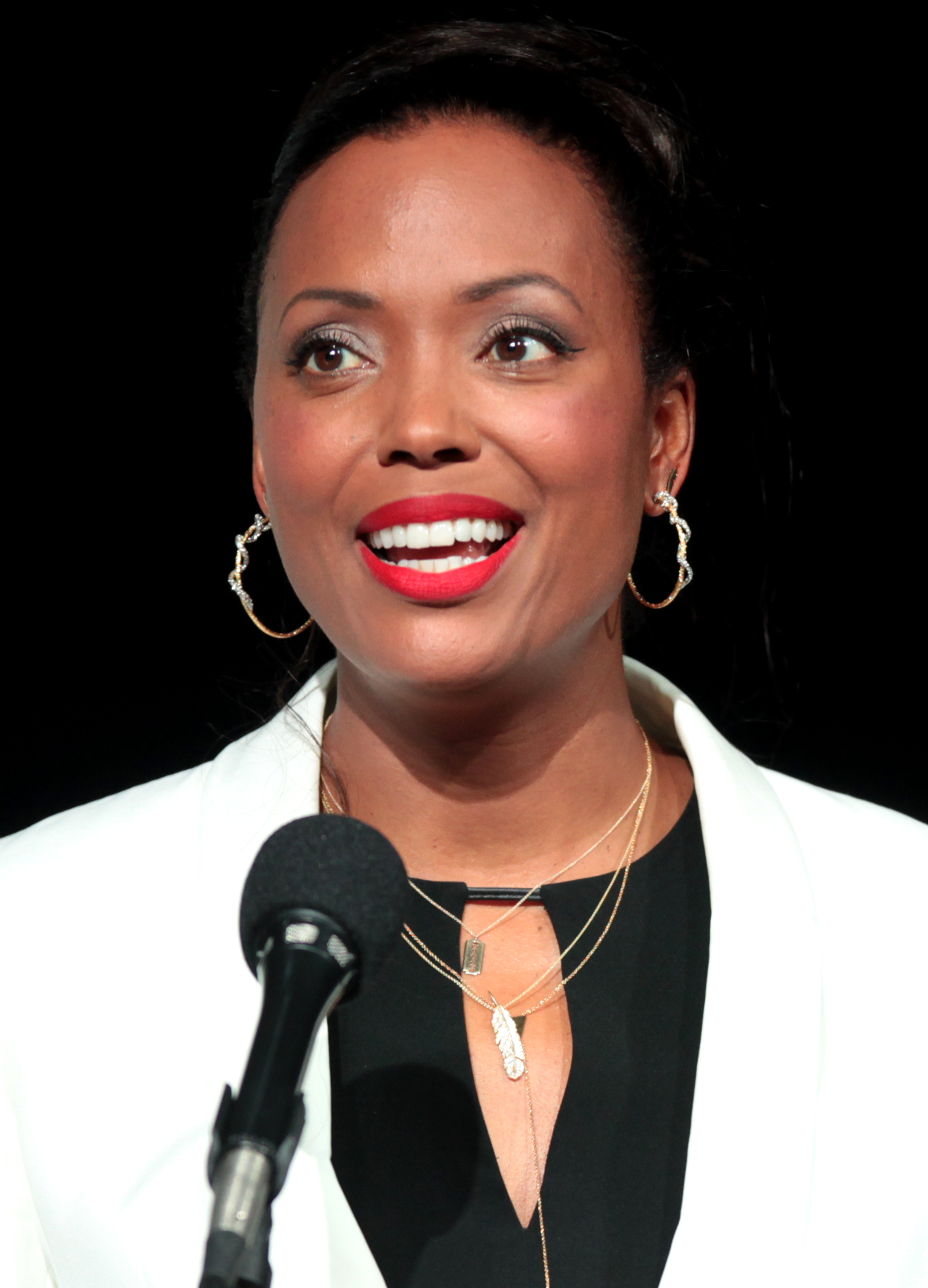
Aisha Tyler desempenhou um papel recorrente como Dr. Tara Lewis.

A. J. Cook anunciou sua gravidez, fato que também foi transferido para sua personagem Jennifer "JJ" Jareau. A showrunner Erica Messer afirmou em uma entrevista que o personagem de Cook, JJ, não apareceria nos primeiros cinco episódios da temporada, pois Cook estava de licença maternidade. Messer continuou falando sobre uma estrela convidada para substituir Cook durante sua ausência do programa, dizendo: "Minha esperança é que possamos ter uma estrela convidada divertida quando AJ estiver de licença maternidade. Será diferente porque JJ não estará lá. não há como substituí-la, como sabemos, mas há uma oportunidade de se divertir por alguns episódios."

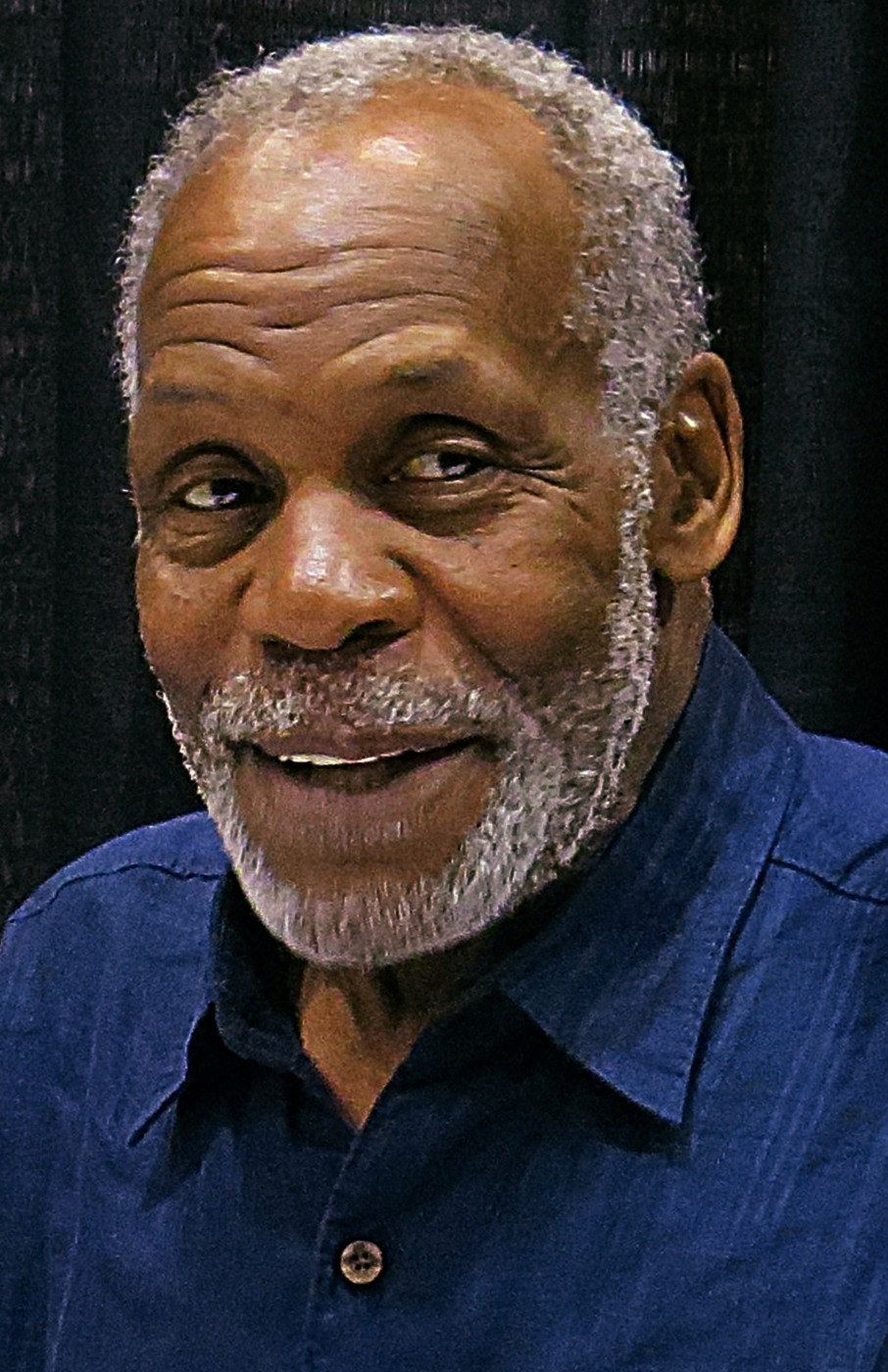
Danny Glover aparece como o pai de Derek Morgan.

Aisha Tyler se juntou ao elenco após a saída de Hewitt, e desempenhou um papel recorrente como a Dra. Tara Lewis, uma psicóloga forense que sempre quis estudar psicopatas de perto, para entender o ser humano por trás dos atos malignos. Seu trabalho anterior era entrevistar assassinos em série e determinar se eles estavam aptos a serem julgados.Foi anunciado que Tim Kang seria uma estrela convidada no programa no segundo episódio da temporada, "The Witness". Enquanto Marisol Nichols está programada para fazer uma aparição. Foi anunciado em 5 de agosto de 2015, que um ex-aluno de Glee, Ashley Fink, seria estrela convidada no terceiro episódio da temporada, "'Til Death Do Us Part". Amber Stevens retornou como a filha de Rossi, Joy Struthers, no episódio sete, "Target Rich". Aubrey Plaza também teve um papel de convidado no episódio onze, "Entropy".  

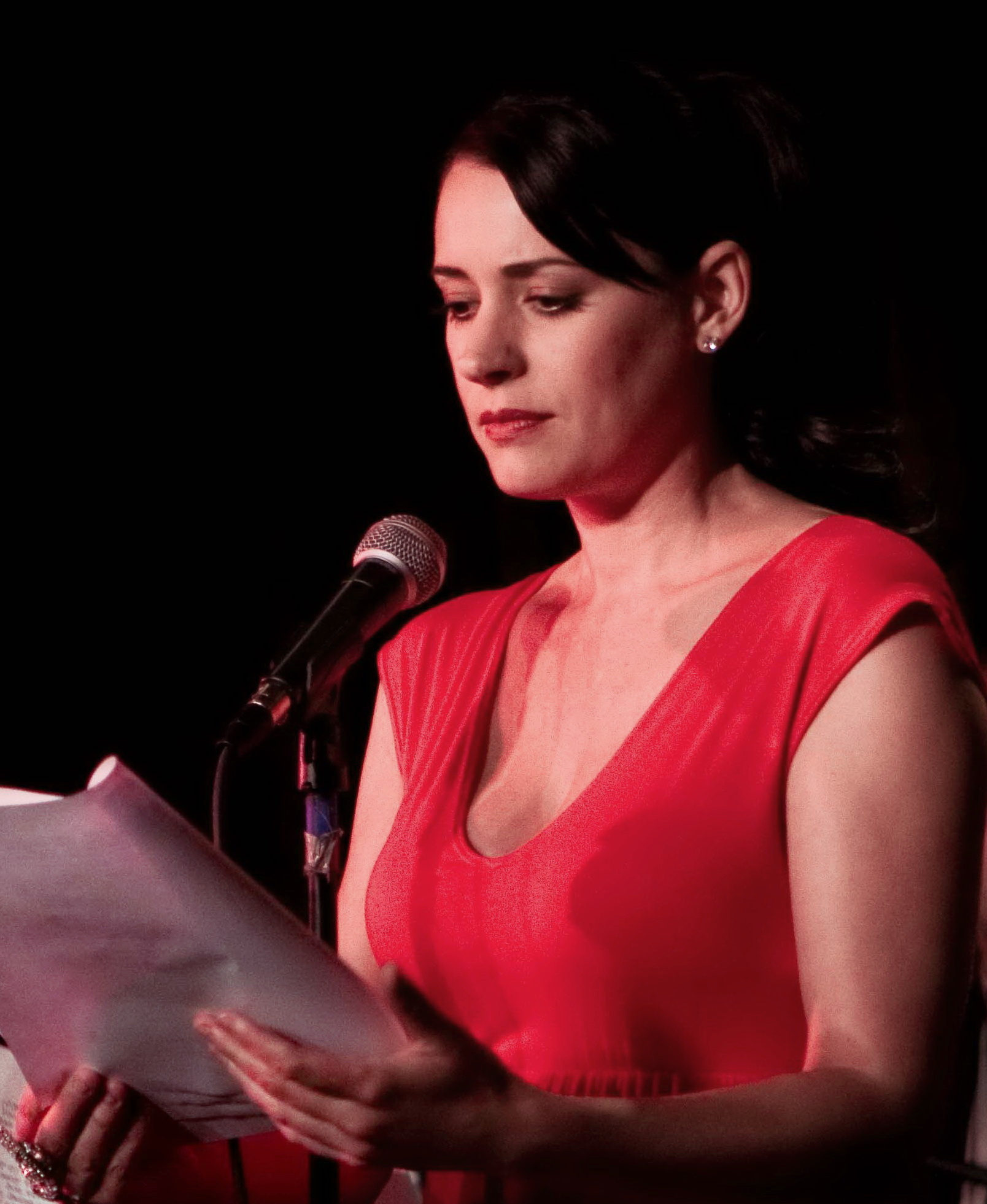
Paget Brewster retorna como Emily Prentiss para um episódio desta temporada.

Em 14 de janeiro de 2016, a CBS anunciou que o ator Danny Glover seria o ator convidado como o falecido pai de Derek Morgan no episódio "Derek".
Em 10 de fevereiro de 2016, a CBS anunciou que o ator Paget Brewster seria o ator convidado em um episódio na última parte da temporada, reprisando seu papel como Emily Prentiss.
Em entrevista ao TVGuide , Erica Messer expressou seu interesse em trazer de volta personagens de temporadas anteriores em vez de adicionar um novo personagem para substituir Hewitt permanentemente no programa. Ela explicou: "Eu sinto que quando você olha para 10 anos de pessoas que poderíamos trazer de volta, seria divertido fazer isso." Messer acrescentou que trazer de volta personagens antigos permitiria que o programa se concentrasse na equipe sem ter que atender um novo personagem regular.

## Produção
Jennifer Love Hewitt deixou o show por causa de sua gravidez, e sua personagem Kate Callahan, entregou sua demissão no final da décima temporada, devido à sua gravidez e decisão de dedicar o próximo ano ao seu bebê. Foi anunciado que Aisha Tyler substituiria Hewitt em um papel recorrente como a Dra. Tara Lewis. A. J. Cook revelou-se grávida, e mais tarde foi revelado no final da décima temporada que sua personagem Jennifer "JJ" Jareau também estava grávida. Ela não apareceu nos primeiros seis episódios (exceto na estréia da temporada). A apresentadora Erica Messer expressou seu desejo de trazer de volta personagens antigos de temporadas anteriores, incluindo a mãe de Spencer Reid interpretada por Jane Lynch. Cook apareceu no primeiro episódio "The Job" segurando seu bebê adormecido Michael, interpretado por Phoenix Andersen, seu filho na vida real.